# Риксон, Марис
Марис Риксон (англ.  Maris Wrixon), полное имя Мэри Элис Риксон (англ. Mary Alice Wrixon; 28 декабря 1916 — 6 октября 1999) — американская актриса кино и телевидения 1930—1950-х годов.
В общей сложности в период с 1939 по 1951 год Марис Риксон сыграла в 50 фильмах. У неё были эпизодические и небольшие роли в таких заметных фильмах, как «Победить темноту» (1939), «Каждое утро я умираю» (1939), «Частная жизнь Елизаветы и Эссекса» (1939), «Пыль будет моей судьбой» (1939), «Кнут Рокни, настоящий американец» (1940), «Познакомьтесь с Джоном Доу» (1941), «Высокая Сьерра» (1941), «Шаги в темноте» (1941) и «Леди-призрак» (1944). Кроме того, у неё были главные и значимые роли в фильмах категории В «Обезьяна» (1940), «Закат в Вайоминге» (1941), «Дело чёрного попугая» (1941), «Шпионский корабль» (1942), «Немой свидетель» (1945), «Мастер-ключ» (1945) и «Стеклянное алиби» (1946).

## Ранние годы и начало карьеры
Марис Риксон, имя при рождении Мэри Элис Риксон, родилась 28 декабря 1916 года в Биллингсе, Монтана(по другим сведениям, в Паско, штат Вашингтон, США)), и выросла в Грейт-Фолс, Монтана. В старших классах она стала играть в школьных спектаклях, что породило у неё интерес к актёрской профессии. Первый опыт профессиональной актёрской игры Риксон приобрела в Театре Пасадины.

## Карьера в кинематографе
В 1939 году студия Warner Bros. заключила с Риксон контракт, и в первый же год сняла её в тринадцати фильмах, а год спустя — ещё в двенадцати. Из тринадцати фильмов 1939 года её имя было указано в титрах лишь в трёх — криминальной мелодраме «Приключения Джейн Арден» (1939), комедийном вестерне «Джиперс Криперс» (1939) и короткометражном музыкальном вестерне «Скачи, ковбой, скачи» (1939), где она сыграла главную женскую роль. Одновременно она появилась в эпизодических ролях в таких крупных фильмах, как драма с Бетт Дейвис «Победить темноту» (1939), историческая драма с Дэвис и Эрролом Флинном «Частная жизнь Елизаветы и Эссекса» (1939), а также криминальные мелодрамы «Каждое утро я умираю» (1939) с Джеймсом Кэгни и «Пыль будет моей судьбой» (1939) с Джоном Гарфилдом.
В 1940 году имя Риксон стояло в титрах романтической комедии с Уэйном Моррисом «Полёт ангелов» (1940), судебной драмы с Джорджем Брентом «Человек, который говорил слишком много» (1940) и короткометражной сказки «Парень Золушки» (1940), где она сыграла фею-бабушку. Одной из самых памятных киноработ Риксон стала роль в фильме ужасов «Обезьяна» (1940), который вышел на студии Monogram Pictures. Она снялась в главной роли девочки-калеки, чьё состояние настолько трогает одержимого сельского врача (Борис Карлофф), что он пытается найти сыворотку, способную повлиять на её выздоровление любыми способами, даже путём убийства (для этой цели он маскируется, надевая шкуру убитой гориллы, отсюда и название фильма). Позднее Риксон с нежностью вспоминала, как Карлофф потчевал её забавными историями в перерывах между дублями.
Среди девяти фильмов 1941 года Риксон сыграла заметные роли второго плана в детективной комедии с Эрролом Флиннои «Шаги в темноте» (1941), романтической комедии с Присциллой Лейн «Крошка на миллион долларов» (1941) и детективной комедии «Догадка наобум» (1941). Кроме того, у неё были главные женские роли в музыкальном вестерне с Джином Отри «Закат в Вайоминге» (1941), криминальной драме «Пули для О’Хары» (1941) и детективе с Уильямом Ландигэном «Дело о чёрном попугае» (1941).
В 1942—1943 годах Риксон исполнила главные женские роли в шпионской ленте «Шпионский корабль» (1942), в музыкальном вестерне с Роем Роджерсом «Сыновья первопроходцев» (1942), а затем сыграла роль специального следователя в детективной драме «Немой свидетель» (1943) и роль второго плана в драме военного времени с Гэйл Патрик «Женщины в рабстве» (1943).
Помимо главных женских ролей в малобюджетных фильмах — музыкальном вестерне «Путь к прицелу» (1944), шпионской картине с Джоном Кэррадайном «Порт» (1944) и приключенческом фильме «Белый Понго» (1945) — Риксон сыграла также роли второго плана в романтической мелодраме категории А с Мерл Оберон «Эта любовь — наша» (1945), шпионской драме «Мастер-ключ» (1945) и в основанной на реальном материале криминальной драме «Дети чёрного рынка» (1945).
В 1946 году в фильме нуар студии Republic Pictures «Стеклянное алиби» (1946) Риксон сыграла молодую, но  смертельно больную миллионершу, на которой в расчёте на быстрое получение наследства женится криминальный репортёр (Дуглас Фоули). Когда же после свадьбы её здоровье идёт на поправку, он убивает её, тщательно маскируя следы преступления. В том же году на студии Monogram вышел фильм ужасов «Мраморное лицо» (1946), в котором талантливый, но безумный хирург, доктор Рэндольф (Джон Кэррадайн) проводит эксперименты по оживлению умерших. Он оживляет, в частности, дога, который становится смертельно опасным и начинает преследовать невесту коллеги Рэндольфа, которую сыграла Риксон.
Позднее Риксон снялась в роли второго плана в криминальной драме с Робертом Лоури «Шоссе 13» (1949) и в небольшой роли в фильме нуар с Робертом Монтгомери «Очарование Сэксона» (1948). После роли второго плана в малобюджетной комедии «Какой ты была» (1951) Риксон появилась на большом экране лишь пятнадцать лет спустя в двух фильмах — высоко оцененной критиками драме «Выпускник» (1967) с Дастином Хоффманом и Энн Бэнкрофт, где у Риксон была эпизодическая роль гостьи на вечеринке, а также в криминальной драме «Дьяволы Дейтона» (1968) с Лесли Нильсеном, где у неё была небольшая роль кассирши.

## Карьера на телевидении
В период с 1951 по 1966 год Риксон работала на телевидении, сыграв в 18 телесериалах, среди которых «Бостонский Блэки» (1951), «Детектив на первую страницу» (1951), «Твоя любимая история» (1953), «Большой город» (1956), «Вертолёты» (1958), «Миллионер» (1958), «Гонконг» (1960), «Неприкасаемые» (1963), «Переломный момент» (1963) и «Двойная жизнь Генри Файфа» (1966).

## Актёрское амплуа и оценка творчества
Марис Риксон была стройной, статной брюнеткой, которая обладала всеми физическими данными, чтобы стать звездой. Главный гламурный фотограф Голливуда Джордж Харрелл (англ. George Hurell) назвал её очаровательной. Её лицо украшало обложки Vogue и страницы многочисленных других женских журналов. Тем не менее, «несмотря на это, Риксон так и не добилась полноценного успеха, и сегодня её почти забыли».
С 1939 года Риксон работала на студии Warner Bros., где играла многочисленные эпизодические роли (часто без указания в титрах) в фильмах категории А и иногда роли второго плана в менее престижных картинах. Начиная с 1940 года, Риксон стала получать более значимые и главные роли в фильмах категории В, которые выходили на небольших студиях.
В конце концов Марис поднялась в списке актёров до главных ролей в таких неприхотливых фильмах, как «Обезьяна» (1940), «Дело черного попугая» (1941) и «Пули для О’Хары» (1941). Как пишет историк кино Хэл Эриксон, «поклонники хоррора лучше всего помнят Риксон по роли пациентки Бориса Карлоффа в фильме студии Monogram Pictures „Обезьяна“». Она также снялась в трех стандартных пропагандистских шпионских фильмах военного времени «незначительных художественных достоинств» — «Женщины в рабстве» (1943), «Порт» (1944) и «Мастер-ключ» (1945), однако «этого не было достаточно, чтобы стать звездой».

## Личная жизнь
С 1940 года и вплоть до своей смерти в апреле 1999 года Риксон была замужем за известным голливудским киномонтажёром, номинантом на «Оскар» Руди Фером (англ. Rudi Fehr). У пары было две дочери — Мишель Фер (англ. Michele Fehr, 1941—1958) и Кайя Фер (англ. Kaja Fehr, 1950), которая также стала киномонтажёром.

## Смерть
Мэрис Риксон умерла 6 октября 1999 года в Санта-Монике, Калифорния, от сердечной недостаточности, пережив мужа на полгода. Ей было 82 года.

## Фильмография
| Год       |     | Русское название                       | Оригинальное название                    | Роль                                                        |
| --------- | --- | -------------------------------------- | ---------------------------------------- | ----------------------------------------------------------- |
| 1939      | ф   | Приключения Джейн Арден                | The Adventures of Jane Arden             | Марта Блэнтон, дебютантка                                   |
| 1939      | кор | Скачи, ковбой, скачи                   | Ride, Cowboy, Ride                       | Лора Рэмзи                                                  |
| 1939      | ф   | Джиперс Криперс                        | Jeepers Creepers                         | Конни Дюрант                                                |
| 1939      | ф   | Кодекс разведки                        | Code of the Secret Service               | секретарша Сэксби (в титрах не указана)                     |
| 1939      | ф   | Победить темноту                       | Dark Victory                             | подруга Джудит (в титрах не указана)                        |
| 1939      | ф   | Отважные дочери                        | Daughters Courageous                     | девушка на пляже (в титрах не указана)                      |
| 1939      | ф   | Пыль будет моей судьбой                | Dust Be My Destiny                       | телефонистка (в титрах не указана)                          |
| 1939      | ф   | Каждое утро я умираю                   | Each Dawn I Die                          | девушка в машине (в титрах не указана)                      |
| 1939      | ф   | Некуда идти                            | No Place to Go                           | миссис Гарриет Уошбёрн (в титрах не указана)                |
| 1939      | ф   | Не для протокола                       | Off the Record                           | телефонистка (в титрах не указана)                          |
| 1939      | ф   | Частный детектив                       | Private Detective                        | первая телефонистка (в титрах не указана)                   |
| 1939      | ф   | Частная жизнь Елизаветы и Эссекса      | The Private Lives of Elizabeth and Essex | леди при дворе (в титрах не указана)                        |
| 1939      | ф   | Ребёнок родился                        | A Child Is Born                          | девушка на стойке информации (в титрах не указана)          |
| 1940      | ф   | Обезьяна                               | The Ape                                  | мисс Франсес Клиффорд                                       |
| 1940      | ф   | Ангелы полёта                          | Flight Angels                            | Бонни                                                       |
| 1940      | ф   | Человек, который говорил слишком много | The Man Who Talked Too Much              | секретарь Роскоу                                            |
| 1940      | ф   | Парень Золушки                         | Cinderella's Feller                      | фея-бабушка                                                 |
| 1940      | ф   | До новых встреч                        | 'Til We Meet Again                       | девушка (в титрах не указана)                               |
| 1940      | ф   | Алиса в киномире                       | Alice in Movieland                       | оператор (в титрах не указана)                              |
| 1940      | ф   | Британская разведка                    | British Intelligence                     | Дороти Бннетт (в титрах не указана)                         |
| 1940      | ф   | Звонок Фило Вэнсу                      | Calling Philo Vance                      | телефонистка дальней связи (в титрах не указана)            |
| 1940      | ф   | Кнут Рокне настоящий американец        | Knute Rockne All American                | телефонистка (в титрах не указана)                          |
| 1940      | ф   | Рыжеволосая леди                       | Lady with Red Hair                       | мисс Энни Эллис (в титрах не указана)                       |
| 1940      | ф   | Дорога на Санта-Фе                     | Santa Fe Trail                           | девушка на свадьбе (в титрах не указана)                    |
| 1940      | ф   | Дети субботы                           | Saturday's Children                      | вторая медсестра в городской больнице (в титрах не указана) |
| 1941      | ф   | Пули для О'Хара                        | Bullets for O'Hara                       | Элейн Стэндиш                                               |
| 1941      | ф   | Дело о чёрном попугае                  | The Case of the Black Parrot             | Сэнди Вэнтайн                                               |
| 1941      | ф   | Шаги в темноте                         | Footsteps in the Dark                    | Джун Брюстер                                                |
| 1941      | ф   | Крошка на миллион долларов             | Million Dollar Baby                      | Диана Беннетт                                               |
| 1941      | ф   | Догадка наобум                         | A Shot in the Dark                       | Хелен Армстронг                                             |
| 1941      | ф   | Закат в Вайоминге                      | Sunset in Wyoming                        | Вилмета «Билли» Вентворт                                    |
| 1941      | ф   | Высокая Сьерра                         | High Sierra                              | блондинка на месте автоаварии (в титрах не указана)         |
| 1941      | ф   | Знакомьтесь, Джон Доу                  | Meet John Doe                            | охотница за автографами (в титрах не указана)               |
| 1941      | ф   | Военно-морской блюз                    | Navy Blues                               | девушка на Гавайях №2 (в титрах не указана)                 |
| 1942      | ф   | Старая усадьба                         | The Old Homestead                        | МСэри Джо Уивер                                             |
| 1942      | ф   | Сыновья первопроходцев                 | Sons of the Pioneers                     | Луиз Харпер                                                 |
| 1942      | ф   | Шпионский корабль                      | Spy Ship                                 | Сью Митчелл                                                 |
| 1943      | ф   | Женщины в рабстве                      | Women in Bondage                         | Грете Зиглер                                                |
| 1943      | ф   | Немой свидетель                        | Silent Witness                           | Бетти Хиггинс, специальный следователь                      |
| 1944      | ф   | Путь к прицелу                         | Trail to Gunsight                        | Мэри Вагнер                                                 |
| 1944      | ф   | Порт                                   | Waterfront                               | Фреда Хаузер                                                |
| 1944      | ф   | Леди-призрак                           | Phantom Lady                             | блондинка (в титрах не указана)                             |
| 1945      | ф   | Дети чёрного рынка                     | Black Market Babies                      | Хелен Робертс                                               |
| 1945      | ф   | Мастер-ключ                            | The Master Key                           | Дороти Ньютон                                               |
| 1945      | ф   | Эта любовь — наша                      | This Love of Ours                        | Эвелин                                                      |
| 1945      | ф   | Белый каньон                           | White Pongo                              | Памел Брэгтон                                               |
| 1946      | ф   | Лицо из мрамора                        | The Face of Marble                       | Линда Синклер                                               |
| 1946      | ф   | Стеклянное алиби                       | The Glass Alibi                          | Линда Вэйл                                                  |
| 1948      | ф   | Очарование Сэксона                     | The Saxon Charm                          | миссис Маккарти (в титрах не указана)                       |
| 1951      | ф   | Какой ты была                          | As You Were                              | военнослужащая                                              |
| 1951      | с   | Сиско Кид                              | The Cisco Kid                            | разные роли (2 эпизода)                                     |
| 1951—1952 | с   | Бостонский Блэки                       | Boston Blackie                           | разные роли (3 эпизода)                                     |
| 1953      | с   | Твоя любимая история                   | Your Favorite Story                      | (1 эпизод)                                                  |
| 1956      | с   | Большой город                          | Big Town                                 | (1 эпизод)                                                  |
| 1958      | с   | Миллионер                              | The Millionaire                          | миссис Робинсон (1 эпизод)                                  |
| 1958      | с   | Молчащая служба                        | The Silent Service                       | женщина (1 эпизод)                                          |
| 1958      | с   | Вертолёты                              | Whirlybirds                              | миссис Слоун (1 эпизод)                                     |
| 1958      | с   | Мишень                                 | Target                                   | (1 эпизод)                                                  |
| 1960      | с   | Гонконг                                | Hong Kong                                | миссис Норман (2 эпизода)                                   |
| 1960      | с   | Морская охота                          | Sea Hunt                                 | Эдит Джадд (1 эпизод)                                       |
| 1960      | с   | Питер любит Мэри                       | Peter Loves Mary                         | миссис Брубейкер (1 эпизод)                                 |
| 1963      | с   | Неприкасаемые                          | The Untouchables                         | первая медсестра (1 эпизод)                                 |
| 1963      | с   | Переломный момент                      | Breaking Point                           | секретарша адвоката (1 эпизод)                              |
| 1964      | с   | Люди Слэттери                          | Slattery's People                        | мисс Локк (1 эпизод)                                        |
| 1966      | с   | Двойная жизнь Генри Файфа              | The Double Life of Henry Phyfe           | женщина в гостинице (1 эпизод)                              |
| 1967      | ф   | Выпускник                              | The Graduate                             | гостья на вечеринке (в титрах не указана)                   |
| 1968      | ф   | Дьяволы Дейтона                        | Dayton's Devils                          | кассир                                                      |